# 西湊村 (島根県)
西湊村（にしみなとむら）は、島根県那賀郡にあった村。現在の浜田市の一部にあたる。

## 地理
北部は日本海に面し、三隅川の下流域に位置していた。

## 歴史
- 1889年（明治22年）4月1日、町村制の施行により、那賀郡湊浦、西河内村が合併して村制施行し、西湊村が発足[2][3]。
- 1910年（明治43年）10月1日 - 那賀郡古市場村と合併し三保村を新設して廃止された[2][3]。

### 地名の由来
合併二村の各一字を組み合わせたもの。